# Atanasi IV
Atanasi IV (en grec Ἀθανάσιος Δ') va ser patriarca de Constantinoble durant vuit dies, del 2 al 10 d'agost de 1679.
El patriarca Dionís IV el va deposar del seu càrrec de bisbe de Raidestos per la seva ineptitud i el comportament inadequat que mostrava als seus fidels. Va poder pujar a la seu per l'abdicació de Dionís IV i pel suport dels opositors a aquell patriarca.